# Ligne de Akid Abbes à Ghazaouet
La ligne de Akid Abbes à Ghazaouet, anciennement ligne de Nemours à Zoudj Beghal, est l'une des lignes du réseau ferroviaire algérien. Longue de 55 km, elle relie la gare de Akid Abbes à celle de Ghazaouet dans la wilaya de Tlemcen, à l'extrême nord-ouest de l'Algérie.

## Histoire
Concédée à la compagnie du PLM en ALgérie, la ligne, nommée à l'époque : ligne de Nemours à Zoudj Beghal, est mise en service le 9 mars 1936 uniquement pour le transport des minerais et charbons du Maroc oriental à destination du port de Nemours (actuelle Ghazaouet). Elle est ouverte aux voyageurs en juillet 1936,.
L'extrémité sud de la ligne étant connectée à la ligne d'Oran à Oujda, au niveau du village frontalier de Zoudj Beghal (actuellement Akid Abbes dans la commune de Maghnia), les trains de minerais étaient acheminés jusqu'à Nemours via la ligne de Oujda à Bouarfa. 
La ligne de Nemours à Zoudj Beghal, la section de Zoudj Beghal à Oujda et la ligne Oujda à Bouarfa ont constitué en 1936 la première partie du Chemin de fer transsaharien.
Le trafic voyageur y sera abandonné en 1962 et 2009, date de relance du voyage entre Tlemcen, Maghnia et Ghazaouet.

## La ligne

### Caractéristique
Il s'agit d'une ligne à voie unique, à écartement standard et non électrifiée. 

### Tracé et Profil
Bien que courte et sans trop de dénivelé, elle traverse le massif des Trara avec pas moins de neuf petits tunnels et trois viaducs importants.

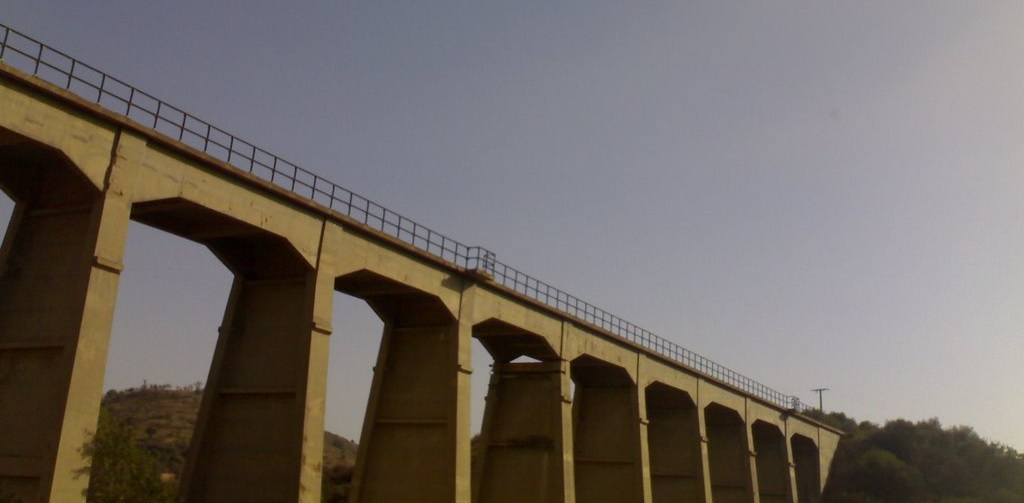
Viaduc ferroviaire de Sidi Brahim.

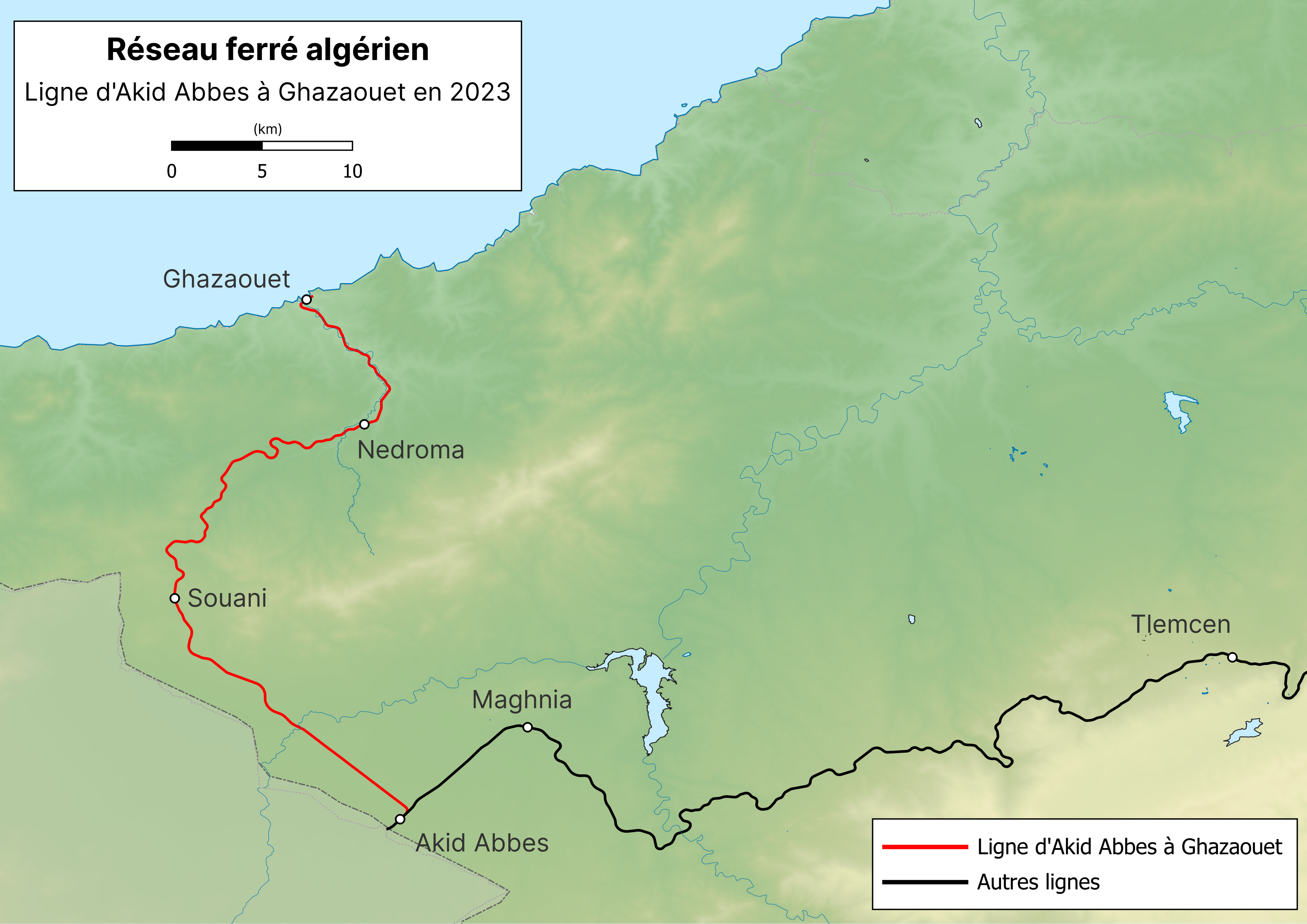
Tracé de la ligne de Akid Abbes à Ghazaouet dans le nord-ouest de l'Algérie.

### Vitesse limite
Le trajet entre Akid Abbes et Ghazaouet s'effectue a une moyenne entre 30  et   40 km/h[réf. nécessaire].

## Service ferroviaire
Le service aux voyageurs est interrompu depuis le début des années 2020.

## Gares de la ligne
| Lieu       | (PK)      | Informations |
| ---------- | --------- | ------------ |
| Akid Abbes | PK 0      | Gare fermée  |
| Souani     |           | Gare fermée  |
| Nedroma    | PK 43,200 | Gare fermée  |
| Ghazaouet  | PK 54,700 | Gare fermée  |